# David (Panama)
David (teljes nevén: San José de David) város Panama nyugati részén, Chiriquí tartomány székhelye. Lakossága 83 ezer fő volt 2010-ben, elővárosokkal a becsült lakossága 2013-ban 145 ezer fő.
Gazdasági, adminisztratív és kulturális központ. Egyike az ország legiparosodottabb városainak. David mellett a Carta Vieja hacienda szeszgyárában készül a híres Carta Vieja rum.
A település a gyarmati időkben keletkezett, amikor a telepesek még harcban álltak a bennszülött indiánokkal. Ennek bizonysága a Szent József-templom (Iglesia de San José), amelyet úgy építettek meg, hogy szükség esetén erődként szolgált az indiánok támadása ellen.
Kis történeti múzeumot rendeztek be abban a házban, amelyben valaha Francisco Morazán lakott. Egy régészeti múzeum is látható s város peremén. Továbbá Davidban hévizes fürdők is vannak.
A várostól keletre Horconcitos, majd Las Lajas fürdésre kiválóan alkalmas partjairól ismert. A várostól kb. 30 km-re ÉNy-ra fekszik a Barú vulkán.

## Éghajlat
A város klímája az egyik legforróbb a közép-amerikai régióban. A csapadék legnagyobb része április és december között hull le.
| Hónap                         | Jan. | Feb. | Már. | Ápr. | Máj. | Jún. | Júl. | Aug. | Szep. | Okt. | Nov. | Dec. | Év   |
| ----------------------------- | ---- | ---- | ---- | ---- | ---- | ---- | ---- | ---- | ----- | ---- | ---- | ---- | ---- |
| Átlagos max. hőmérséklet (°C) | 34,0 | 36,0 | 36,0 | 36,0 | 34,0 | 33,0 | 33,0 | 32,0 | 32,0  | 32,0 | 32,0 | 33,0 | 33,6 |
| Átlagos min. hőmérséklet (°C) | 19,0 | 19,0 | 20,0 | 21,0 | 22,0 | 22,0 | 21,0 | 21,0 | 21,0  | 21,0 | 21,0 | 21,0 | 20,8 |
| Átl. csapadékmennyiség (mm)   | 33   | 20   | 35   | 102  | 297  | 323  | 290  | 340  | 407   | 400  | 295  | 77   | 2619 |
| Forrás: [www.wmo.int]         |      |      |      |      |      |      |      |      |       |      |      |      |      |

## Fordítás
- Ez a szócikk részben vagy egészben  a   David, Chiriquí című angol Wikipédia-szócikk fordításán alapul.  Az eredeti cikk szerkesztőit annak laptörténete sorolja fel. Ez a jelzés csupán a megfogalmazás eredetét és a szerzői jogokat jelzi, nem szolgál a cikkben szereplő információk forrásmegjelöléseként.